# Leopold Layer

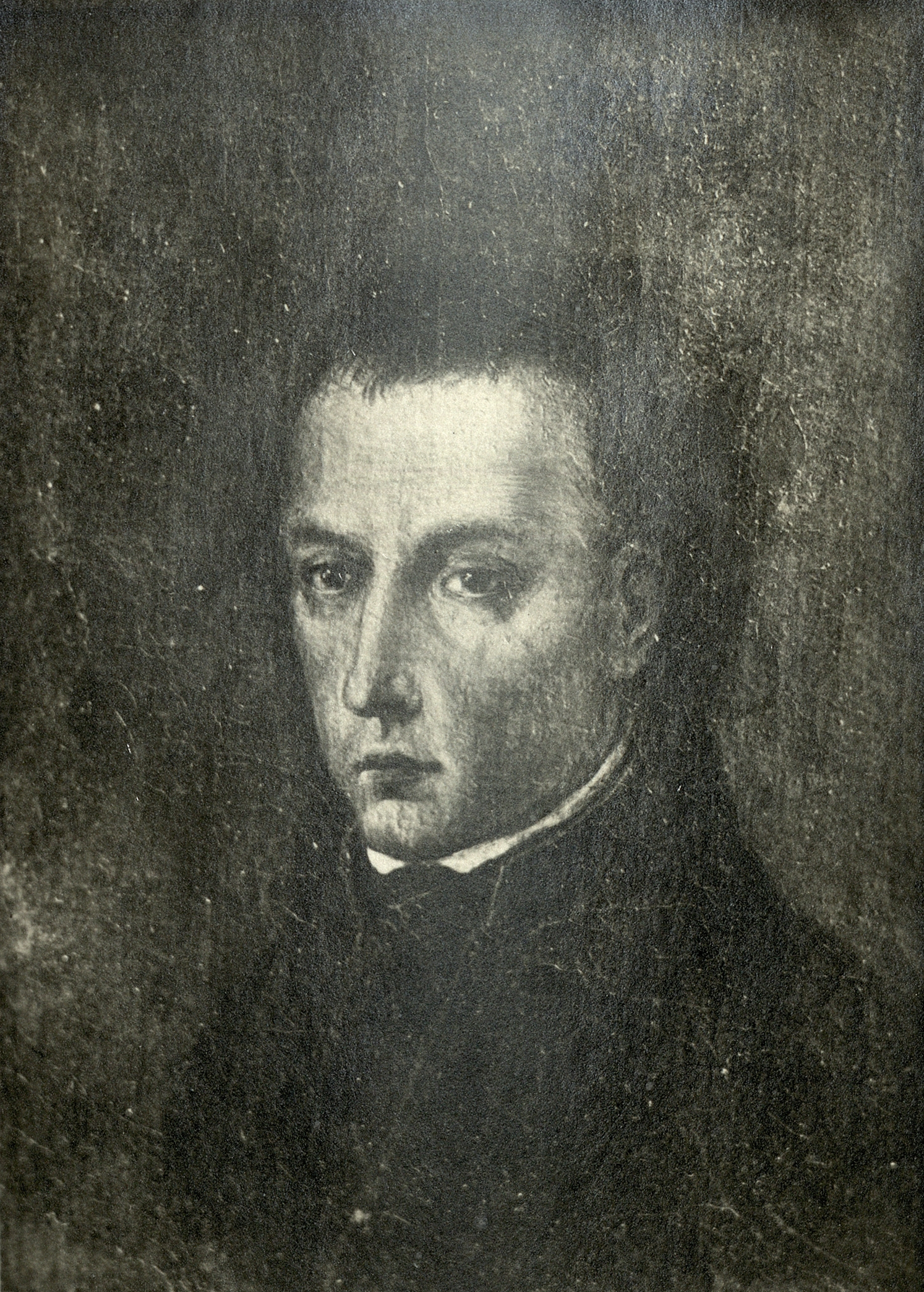
Leopold Layer

Leopold Layer (auch Lajer) (* 20. November 1752 in Kranj; † 12. April 1828 ebenda) war ein slowenischer Maler.

## Leben
Leopold Layer wurde als Sohn des Malers und Bildschnitzers Marko Layer geboren. Von ihm erhielt er den ersten Malunterricht, sonst war er Autodidakt und Eklektiker, der Kupferstiche deutscher und italienischer Künstler als Vorlage benutzte. Nach dem Tod seines Vaters im Jahre 1808 übernahm er die Malerwerkstatt der Familie. Leopold war der wichtigste Vertreter der Malerfamilie, die in Kranj gearbeitet hat und einer der letzten slowenischen Maler des Barock. Ebenso gilt er als Lehrmeister von J. Egartner, M. Gorincnik und den beiden Goetzls.

## Werk

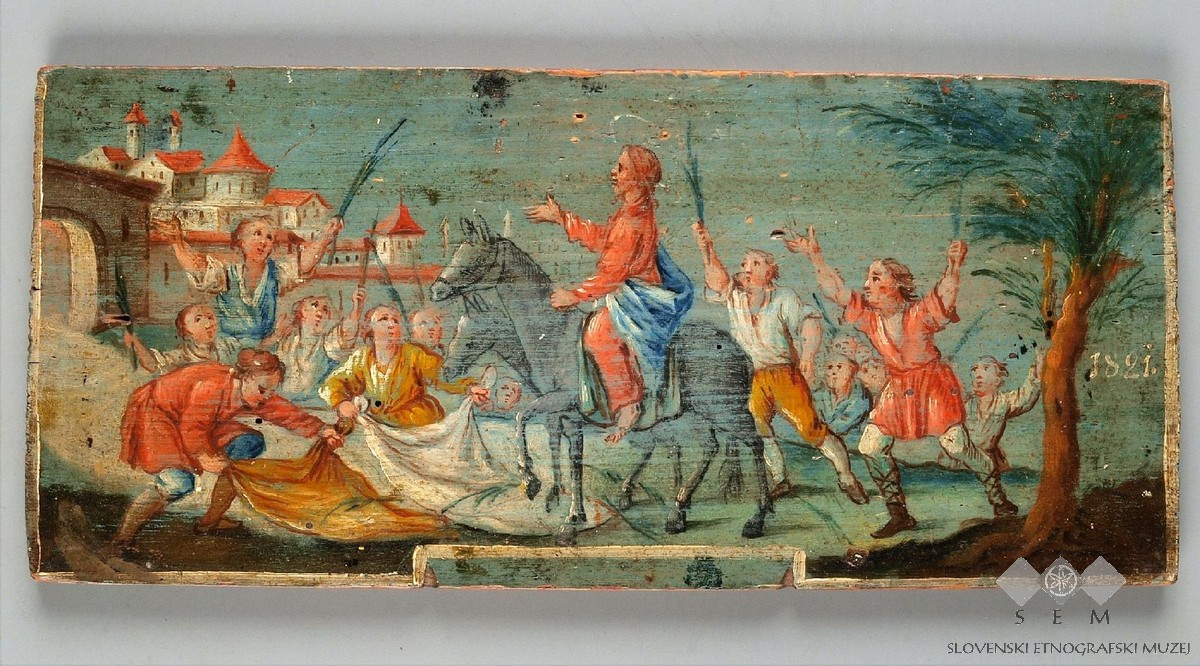
Bienenbrett Layers (Palmsonntag)

Während seiner fast 50 Jahre umfassenden Schaffenszeit arbeitete er in Öl, Fresko und Glasmalerei und hat eine Vielzahl von religiösen Gemälden für Kirchen und Krainer Bürger erstellt. Neben den religiösen Gemälden bemalte er Bienenstockstirnbretter, eine naive Volksmalerei, die zu seiner Zeit in Blüte stand.
Zunächst war Layer durch Bilder von Valentin Janez Metzinger inspiriert, später geriet er unter den Einfluss der Malerei von Martin Johann Schmidt, dessen Komposition und Farbtechnik er mit individuellen Veränderungen nachahmte. In diesem Stil erstellte das Martyrium des hl. Laurenz, in der Sammlung der Slowenischen Nationalgalerie und die Auferstehung Christi für die Kirche des hl. Franz Xaver in Radmirje. Zu seinem Werk gehören auch zwei Bilder des Leiden Christi in der Kirche der hl. Walpurga in Smlednik.

Sein  bekanntestes Gemälde ist die im Jahre 1814 gemalte Verehrung der Mutter Gottes in der Wallfahrtskirche Maria Hilf in Brezje (Radovljica). 

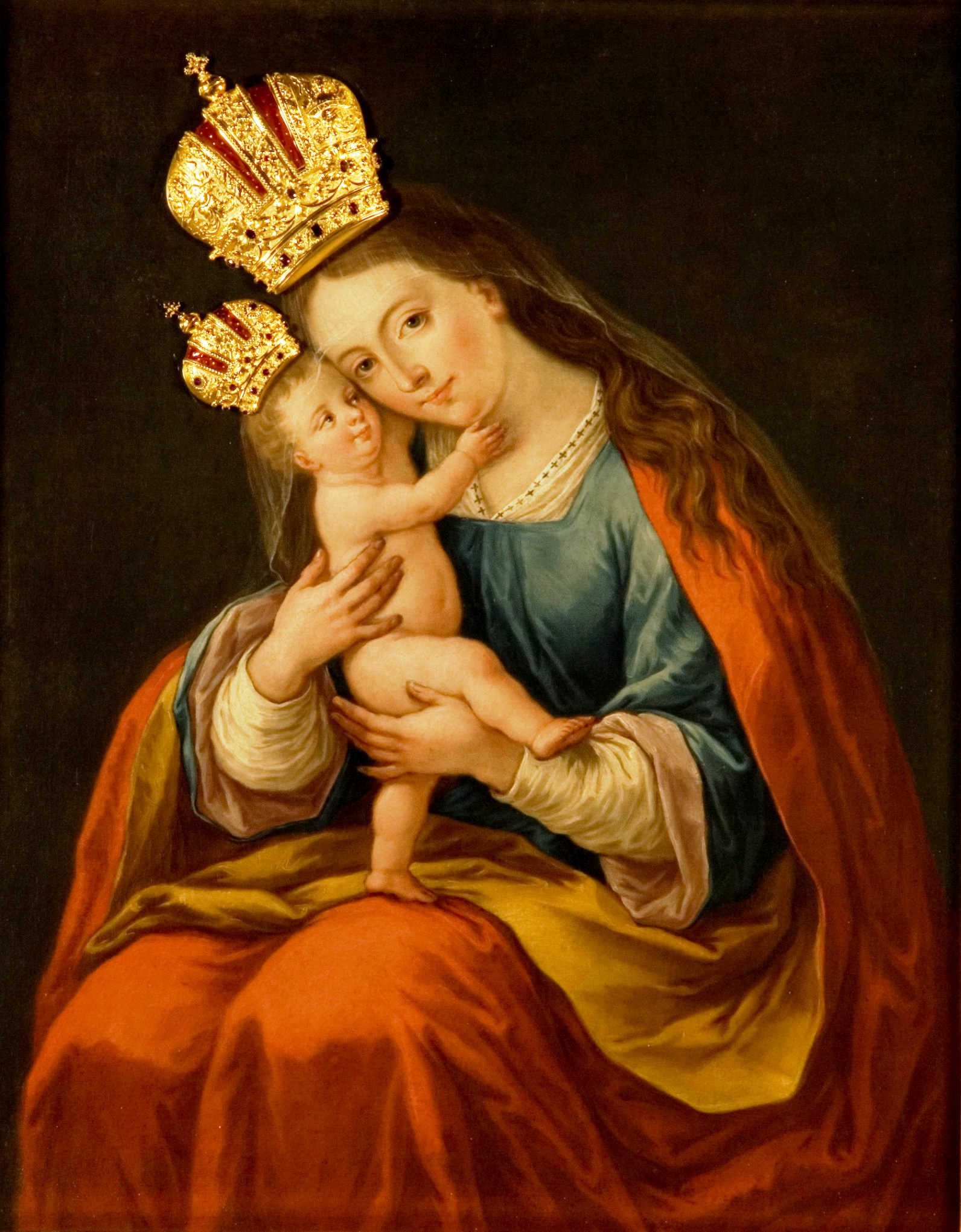
Brezjanska Marija

Das Bild ist eine freie Kopie von Lucas Cranach dem Älteren Gnadenbild Mariahilf im Hochaltar des Innsbrucker Doms. Im Jahre 1907 krönte Bischof Anton Bonaventura Jeglič das Gnadenbild Maria Hilf mit der Erlaubnis von Papst Pius X.
Zu seinen bekanntesten profanen Werken gehören ein Selbstporträt mit Gemahlin und ein Familienbild des Chirurgen Heyne.
Layer gilt als einer der letzten Barockmaler im heutigen Slowenien, der den Übergang zum idealisierenden Realismus darstellt.